# Franz Göring (Skilangläufer)
Franz Göring (* 22. Oktober 1984 in Suhl) ist ein ehemaliger deutscher Skilangläufer.

## Werdegang
Göring nahm von 2001 bis 2014 an Wettbewerben der Fédération Internationale de Ski teil. Bis 2003 trat er im Continentalcup an. Bei den Junioren-Weltmeisterschaften 2002 wurde er über 10 Kilometer in der freien Technik 19., während er im Sprint den 40. Platz belegte. Sein erstes Weltcuprennen lief er im Dezember 2002 in Davos, welches er mit der Staffel auf den 14. Platz beendete. Im März 2003 absolvierte er in Lahti sein erstes Weltcupeinzelrennen, das er auf den 45. Platz abschloss. Bei der Juniorenweltmeisterschaft 2003 in Sollefteå belegte er den fünften Platz im 30-km-Massenstartrennen, den vierten Rang über 10 km klassisch und gewann die Bronzemedaille im Staffelrennen. Seine ersten Weltcuppunkte holte er im Januar 2004 in Nove Mesto mit dem 23. Platz über 15 km klassisch. 2004 wurde er im norwegischen Stryn Junioren-Weltmeister über 10 km Freistil und holte Bronze über 30 km klassisch. Mit der deutschen Langlaufstaffel wurde er Zweiter. Seinen ersten Weltcupsieg erreichte im Februar 2004 in Umeå mit der Staffel. Bei der nordischen Skiweltmeisterschaft 2005 in Oberstdorf belegte er den 39. Platz im 50-km-Massenstartrennen, den 20. Rang im Sprint und den 13. Platz über 15 km Freistil. Bei den U-23 Weltmeisterschaften 2006 im slowenischen Kranj holte er Gold über 15 km klassisch und Bronze im Verfolgungsrennen. Bei seiner ersten Olympiateilnahme 2006 in Turin startete er dort über die 15 km im klassischen Stil und belegte dort den 43. Platz. Weitere Rennen konnte er dort wegen einer Krankheit nicht bestreiten. Seine stärkste Saison hatte er 2006/07. Zum Saisonstart in Gällivare errang er den dritten Platz über 15 km Freistil. Tags darauf holte er seinen zweiten Weltcupsieg mit der Staffel. Bei der ersten Tour de Ski 2006/07 belegte er den sechsten Platz in der Gesamtwertung. Dabei gewann er das Klassischrennen über 15 km in Oberstdorf. Bei der nordischen Skiweltmeisterschaft 2007 in Sapporo kam er auf den sechsten Platz über 15 km Freistil und den vierten Rang mit der Staffel. Die Saison beendete er auf den 14. Platz in der Weltcupgesamtwertung.
Nach schwachen Start bei der Tour de Ski 2007/08 konnte Göring im Val di Fiemme mit dem dritten Platz im 20-km-Massenstartrennen und den vierten Rang am Schlusstag, die Tour wie im Vorjahr auf den sechsten Rang in der Gesamtwertung beenden. Bei der Nordischen Skiweltmeisterschaft 2009 in Liberec errang er in den Einzelrennen den 19. Platz im Sprint und den elften Platz über 15 km klassisch. Zusammen mit Jens Filbrich, Tobias Angerer und Axel Teichmann holte er die Silbermedaille mit der Staffel. Aufgrund von Verletzungen konnte er in der Olympiasaison 2009/10 bei keinen Weltcuprennen teilnehmen. Nach schwachen Start in die Saison 2010/11 mit Platzierungen außerhalb der Punkteränge belegte er im Februar 2011 in Rybinsk den sechsten Platz im 20-km-Verfolgungsrennen. Zwei Tage später holte er zusammen mit der Staffel den dritten Platz. Bei der nordischen Skiweltmeisterschaft 2011 in Oslo belegte er den 27. Platz im 50-km-Massenstartrennen und den elften Rang im 30-km-Verfolgungsrennen. Mit der Staffel gewann er Bronze. In der Saison 2011/12 erreichte er meist Platzierungen außerhalb der Punkte. Aufgrund dieser Leistungen trat er in der Saison 2012/13 im Alpencup an. Dabei gewann er fünf Rennen und beendete den Cup auf den ersten Rang in der Gesamtwertung. Im Februar 2014 siegte er beim Gsieser Tal-Lauf über 42 km klassisch. Er beendete nach der Saison 2013/14, bei der er aus gesundheitlichen Gründen im Weltcup nur bei der Tour de Ski teilnehmen konnte, seine Karriere.

## Erfolge

### Siege bei Weltcuprennen

#### Etappensiege bei Weltcuprennen
| Nr. | Datum          | Ort        | Disziplin                       | Rennen              |
| --- | -------------- | ---------- | ------------------------------- | ------------------- |
| 1.  | 3. Januar 2007 | Oberstdorf | 15 km klassisch Individualstart | Tour de Ski 2006/07 |

#### Weltcupsiege im Team
| Nr. | Datum             | Ort       | Disziplin           |
| --- | ----------------- | --------- | ------------------- |
| 1.  | 22. Februar 2004  | Umeå      | 4 × 10 km Staffel 1 |
| 2.  | 19. November 2006 | Gällivare | 4 × 10 km Staffel 2 |

### Siege bei Continental-Cup-Rennen
| Nr. | Datum             | Ort                     | Disziplin                       | Serie           |
| --- | ----------------- | ----------------------- | ------------------------------- | --------------- |
| 1.  | 14. Dezember 2002 | Pontresina              | 10 km klassisch Individualstart | Continental Cup |
| 2.  | 21. Januar 2005   | Oberstdorf              | 2 × 10 km Skiathlon             | Alpencup        |
| 3.  | 23. Januar 2005   | Oberstdorf              | 15 km Freistil Massenstart      | Alpencup        |
| 4.  | 9. Dezember 2012  | Goms                    | 15 km klassisch Individualstart | Alpencup        |
| 5.  | 14. Dezember 2012 | St. Ulrich am Pillersee | Sprint klassisch                | Alpencup        |
| 6.  | 6. Januar 2013    | Oberwiesenthal          | 10 km Freistil Individualstart  | Alpencup        |
| 7.  | 9. März 2013      | Madonna di Campiglio    | 10 km klassisch Individualstart | Alpencup        |
| 8.  | 10. März 2013     | Madonna di Campiglio    | 30 km Freistil Massenstart      | Alpencup        |

## Teilnahmen an Weltmeisterschaften und Olympischen Winterspielen

### Olympische Spiele
- 2006 Turin: 43. Platz 15 km klassisch

### Nordische Skiweltmeisterschaften
- 2005 Oberstdorf: 13. Platz 15 km Freistil, 20. Platz Sprint klassisch, 39. Platz 50 km klassisch Massenstart
- 2007 Sapporo: 4. Platz Staffel, 6. Platz 15 km Freistil
- 2009 Liberec: 2. Platz Staffel, 11. Platz 15 km klassisch, 19. Platz Sprint Freistil
- 2011 Oslo: 3. Platz Staffel, 11. Platz 30 km Verfolgung, 27. Platz 50 km Freistil Massenstart

## Statistik

### Weltcup-Platzierungen
Die Tabelle zeigt die erreichten Platzierungen im Einzelnen.
- 1.–3. Platz: Anzahl der Podiumsplatzierungen
- Top 10: Anzahl der Platzierungen unter den ersten zehn
- Punkteränge: Anzahl der Platzierungen innerhalb der Punkteränge
- Starts: Anzahl gelaufener Rennen in der jeweiligen Disziplin
- Hinweis: Bei den Distanzrennen erfolgt die Einordnung gemäß FIS.

| Platzierung         | Distanzrennen a | Distanzrennen a | Distanzrennen a | Distanzrennen a | Distanzrennen a | Skiathlon Verfolgung | Sprint | Etappen- rennen b | Gesamt | Team c | Team c  |
| Platzierung         | ≤ 5 km          | ≤ 10 km         | ≤ 15 km         | ≤ 30 km         | > 30 km         | Skiathlon Verfolgung | Sprint | Etappen- rennen b | Gesamt | Sprint | Staffel |
| ------------------- | --------------- | --------------- | --------------- | --------------- | --------------- | -------------------- | ------ | ----------------- | ------ | ------ | ------- |
| 1. Platz            |                 |                 |                 |                 |                 |                      |        |                   |        |        | 2       |
| 2. Platz            |                 |                 |                 |                 |                 |                      |        |                   |        |        |         |
| 3. Platz            |                 |                 | 1               |                 |                 |                      |        |                   | 1      |        | 1       |
| Top 10              |                 |                 | 5               |                 |                 | 1                    | 1      | 2                 | 9      | 2      | 6       |
| Punkteränge         |                 |                 | 20              | 2               |                 | 3                    | 4      | 2                 | 31     | 3      | 9       |
| Starts              |                 |                 | 31              | 6               | 2               | 8                    | 16     | 2                 | 65     | 3      | 9       |
| Stand: Karriereende |                 |                 |                 |                 |                 |                      |        |                   |        |        |         |

### Weltcup-Wertungen
| Saison  | Gesamt | Gesamt | Distanz | Distanz | Sprint | Sprint |
| Saison  | Punkte | Platz  | Punkte  | Platz   | Punkte | Platz  |
| ------- | ------ | ------ | ------- | ------- | ------ | ------ |
| 2003/04 | 8      | 131.   | 8       | 92.     | -      | -      |
| 2004/05 | 83     | 53.    | 83      | 31.     | -      | -      |
| 2005/06 | 52     | 83.    | 52      | 57.     | -      | -      |
| 2006/07 | 317    | 14.    | 157     | 17.     | -      | -      |
| 2007/08 | 311    | 22.    | 120     | 32.     | 31     | 59.    |
| 2008/09 | 68     | 76.    | 18      | 76.     | 50     | 42.    |
| 2009/10 | -      | -      | -       | -       | -      |        |
| 2010/11 | 66     | 74.    | 66      | 43.     | -      | -      |
| 2011/12 | 34     | 102.   | 33      | 66.     | 1      | 101.   |
| 2012/13 | 6      | 156.   | -       | -       | 6      | 98.    |